# Michel Buffet
Pour les articles homonymes, voir Buffet.
Michel Buffet, né le 1er novembre 1931 à Paris et mort le 30 mars 2024 à Saint-Cloud, est un designer industriel français dont la carrière s’est orientée dès le début des Trente Glorieuses vers le transport, aérien puis ferroviaire, routier et maritime. .

## Biographie
Attiré par l’art comme par la technologie, Michel Buffet prépare son entrée à l’École Nationale Supérieure des Arts et Métiers (ENSAM) et opte pour un compromis : après des études à l’École nationale supérieure des arts décoratif (ENSAD) dont il sort diplômé en 1953 et des débuts prometteurs comme créateur de modèles, il découvre l’ergonomie lors de son service militaire au service de météorologie puis l’esthétique industrielle en plein essor en intégrant la Compagnie de l’Esthétique Industrielle (CEI) de Raymond Loewy en 1956 au sein de laquelle il poursuit sa carrière jusqu’en 1985, avant de créer son propre bureau d’études, Vecteur Design Industriel. Jusqu’à sa fermeture en 2000, il poursuit son œuvre principalement dans les systèmes de transports : architecture de véhicules, matériels et équipements, ergonomie, signalétique, images de marques et de réseaux,.

## Designer

### De la création de modèles de meubles et de luminaires au design industriel
Ses études à l’ENSAD le plongent au cœur du milieu influent des architectes décorateurs de la Reconstruction comme Marcel Gascoin et il entre en contact avec la première génération de décorateurs français qui le précèdent de peu, comme André Monpoix et Pierre Guariche avec lesquels il se lie d’amitié.

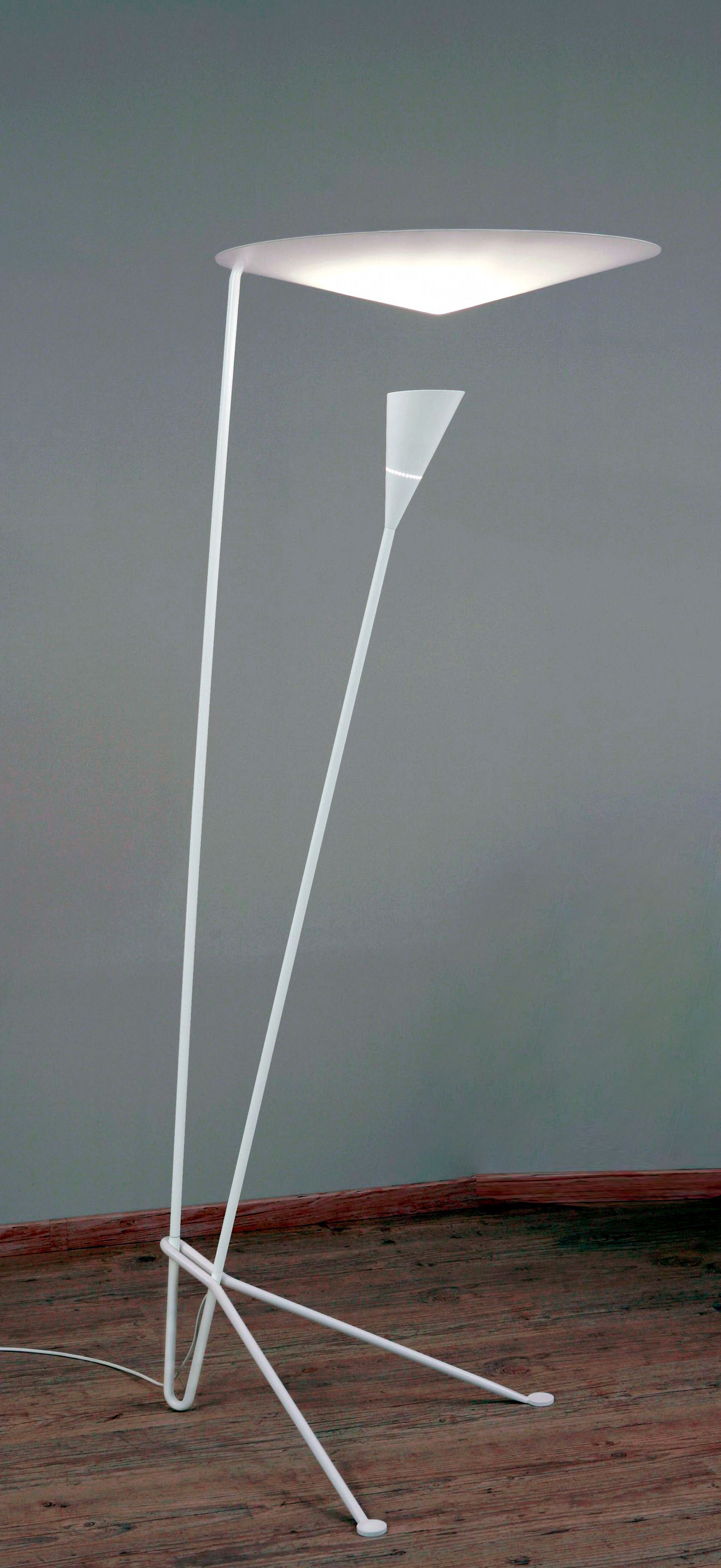
Lampadaire B211, 1953

Aménagement intérieur et création du mobilier, Villa Kouaeri, Pyla-sur-Mer, 1955

En cette période d’effervescence du début des Trente Glorieuses, il se lance dès sa sortie d’école dans l’aménagement intérieur ,et la création de mobiliers et de luminaires qu’il expose aux salons des Artistes décorateurs et des Arts ménagers de 1953 et 1954 et à la Triennale de Milan de 1954. Parmi ses luminaires, le lampadaire B211, édité par Robert Mathieu, est devenu un emblème de ses créations. Il fait partie des collections du musée des Arts Décoratifs à Paris.
Sa carrière prometteuse d’architecte d’intérieur va s’orienter très tôt vers le design naissant, appelé alors esthétique industrielle. Après   la lecture en 1953 du livre de Raymond Loewy, La laideur se vend mal, décisive selon lui, il se trouve en contact avec les pionniers en ce domaine : d’abord chez Technès, le premier bureau d’études d’esthétique industrielle fondé par Jacques Viénot à Paris, où il fait un bref passage en 1954. Il y rencontre Jean Parthenay et Roger Tallon qui l’initient à l’élaboration de produits industriels. Puis il entre en 1956 à la CEI (Compagnie de l’Esthétique industrielle) nouvellement fondée par Raymond Loewy. La notoriété en France de ce dernier, designer d’origine française, tient à l’introduction des grands magasins self-service, appelés department stores aux États-Unis, concept encore inconnu en France. Le bureau parisien est alors dirigé par Harold Barnett. Il y fait ses débuts dans l’aménagement de bureaux et de magasins, le design de produits, le graphisme et l’image de marques.

### Habitabilité dans les transports
Au sein de ce bureau d’études, Michel Buffet côtoie un large panel de spécialistes – experts en volumes et environnement, ingénieurs, graphistes – travaillant pour une large clientèle. Cette formation « sur le tas » le prépare entre autres à se confronter aux problématiques d’habitabilité qu’il adaptera dans les transports par air, rail et mer dont il deviendra un spécialiste, dans le cadre de la CEI puis de Vecteur Design Industriel.
Son esprit curieux et sa passion pour l’innovation et la technologie alors en plein développement seront un gage de qualité pour sa collaboration avec les entreprises pionnières dans le domaine des transports.

### L’innovation dans l’aéronautique

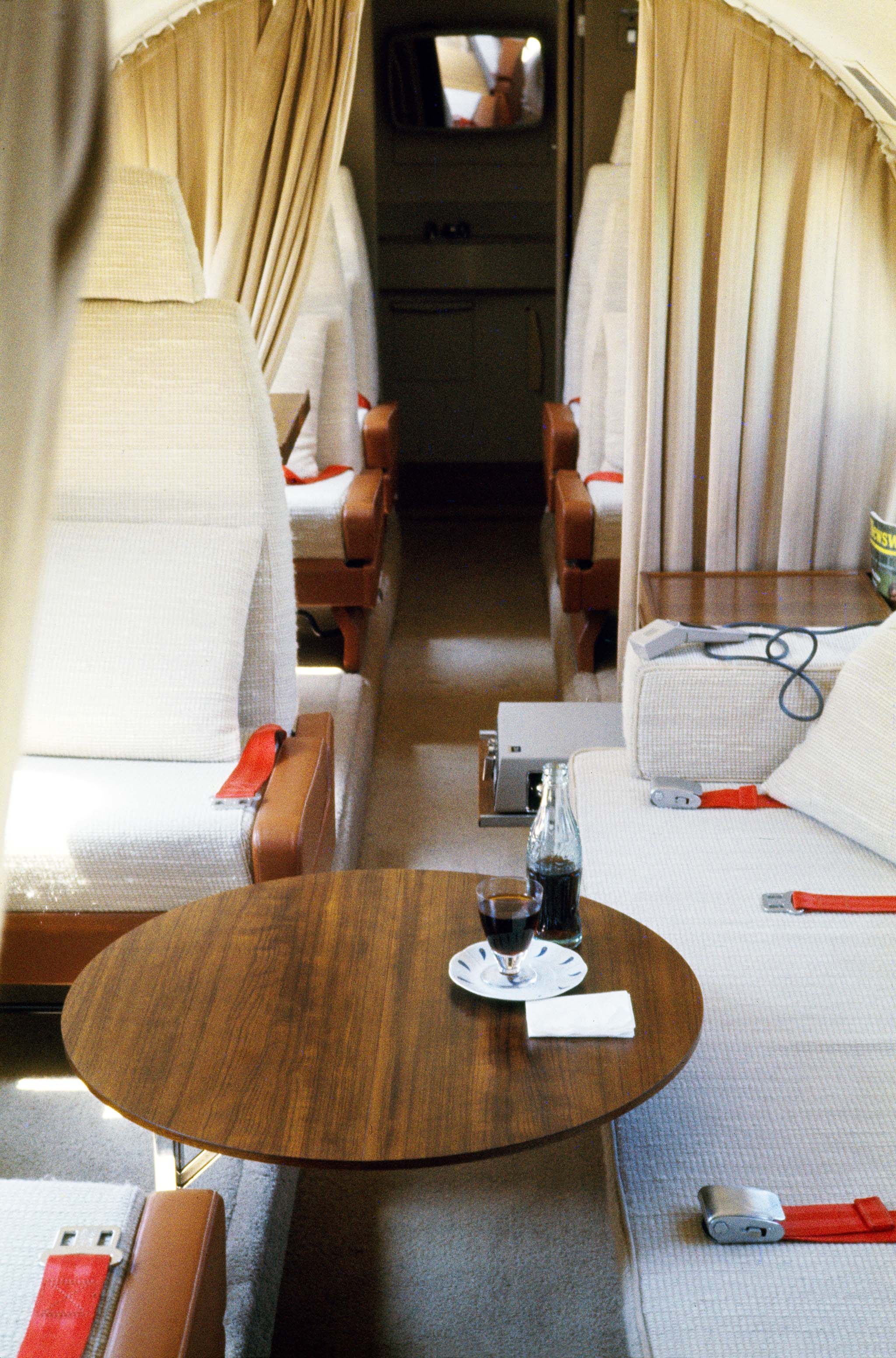
Aménagement intérieur du Falcon, 1963. CEI

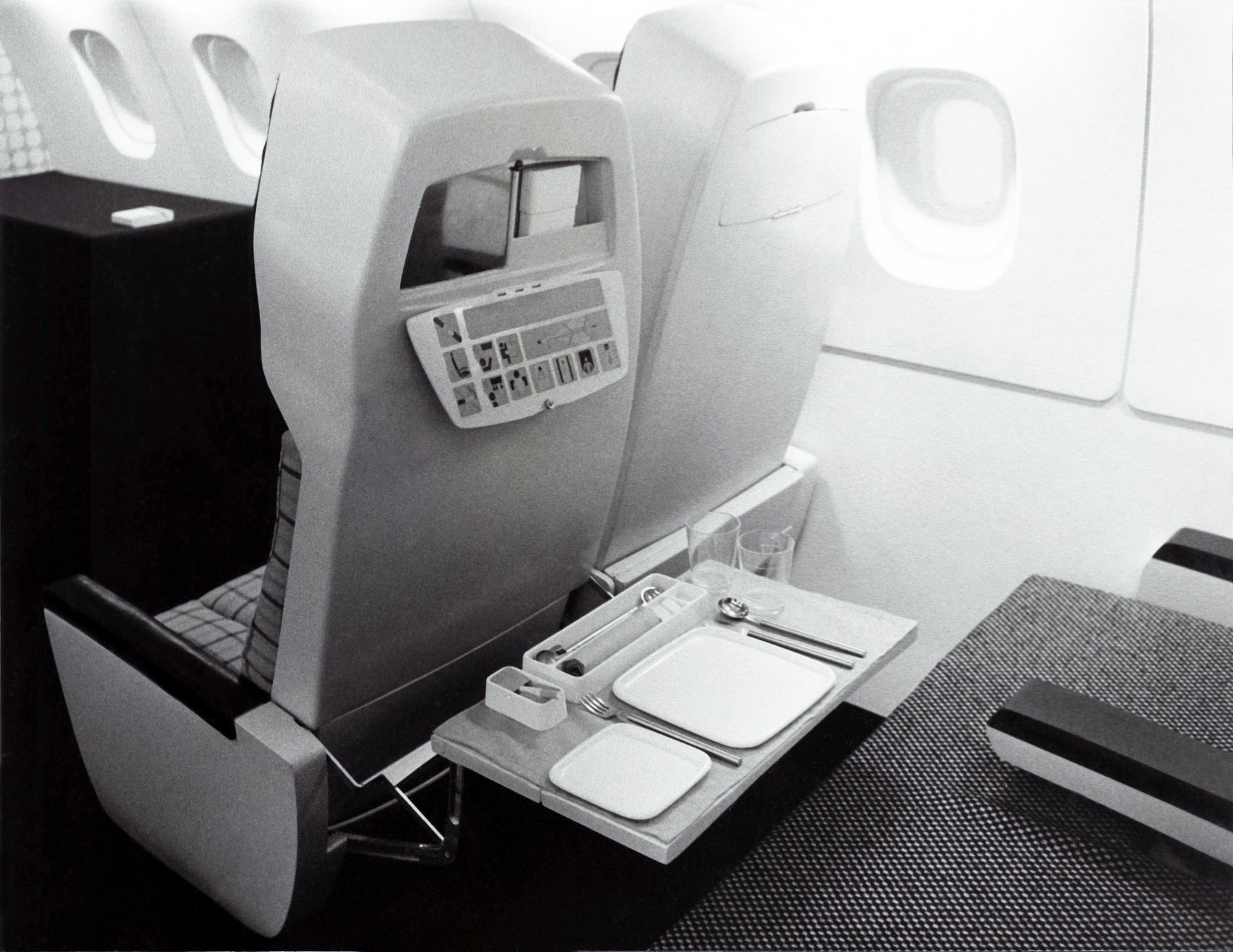
Intérieur du Concorde. Aménagement du siège passager, 1972. CEI

Ses débuts dans l’aéronautique commencent en 1963 avec la rencontre d’Henry Potez, pionnier de l’aviation. Les études et recherches qu’il mène sur le confort, l’ergonomie de l’aménagement intérieur, l’isolation thermique et phonique, aboutiront à la réalisation pour le constructeur Marcel Dassault d’un avion d’affaires, le Mystère 20 rebaptisé Falcon 20 en raison de son succès aux États-Unis, et de l’avion court-courrier Mercure pour lesquels il conçoit la totalité de l’habitacle. Pour Nord Aviation, avec la Socata (Société pour la construction d’avions de tourisme et d’affaires), il conçoit et réalise la version VIP de l’habitacle de l’avion Nord 262. Sa notoriété en ce domaine voit son point culminant avec le Concorde, l’avion de ligne supersonique conçu en 1962 par la France et l’Angleterre pour relier Paris et Londres à New-York, dont le premier vol a lieu en 1969 puis une mise en service en 1976. À la demande d’Air France, Michel Buffet conçoit l’espace intérieur comprenant l’éclairage, les revêtements intérieurs, les sièges équipés de tablettes polyvalentes pour lire, écrire et poser un plateau-repas, la vaisselle et le service à bord. Ce service Concorde, assiettes en porcelaine de la manufacture Raynaud de Limoges et couverts en inox de la maison d’orfèvrerie Bouillet Bourdelle à Vichy connait un tel succès qu’une version allégée a équipé l’ensemble de la flotte d’Air France. Il figure dans les collections du Musée des Arts décoratifs à Paris et du Musée Adrien-Dubouché – Cité de la Céramique à Limoges. Avec l’Aérospatiale, il conçoit en 1966 le projet d’aménagement de l’avion d’affaires Corvette. Pour les Airbus A340 et A360, il conçoit et réalise en 1988 le poste de pilotage équipé des premiers écrans tactiles.

### Rénovation du rail
Dès la fin des années 1960 il participe à la grande vague des innovations pour la rénovation des transports en commun : le train, le métro et les interconnexions urbaines.

En 1968 il étudie un projet d’Aérotrain électrique (S44 pour Suburbain 44 places), navette de faible gabarit, invention de l’ingénieur Jean Bertin qui devait relier le quartier de La Défense à la ville nouvelle de Cergy-Pontoise, projet non réalisé pour des raisons politiques au changement de présidence à la suite de la mort de Georges Pompidou. En 1970 il conçoit, également en collaboration avec la société de Jean Bertin « Bertin et Cie », un habitacle de 4 à 6 places pour un véhicule à parcours hectométrique, le Tridim, navette autonome électrique propulsée par une crémaillère et glissant sur coussin d’air, destiné à la desserte de l’aéroport d’Orly ou à des sites comme La Défense.

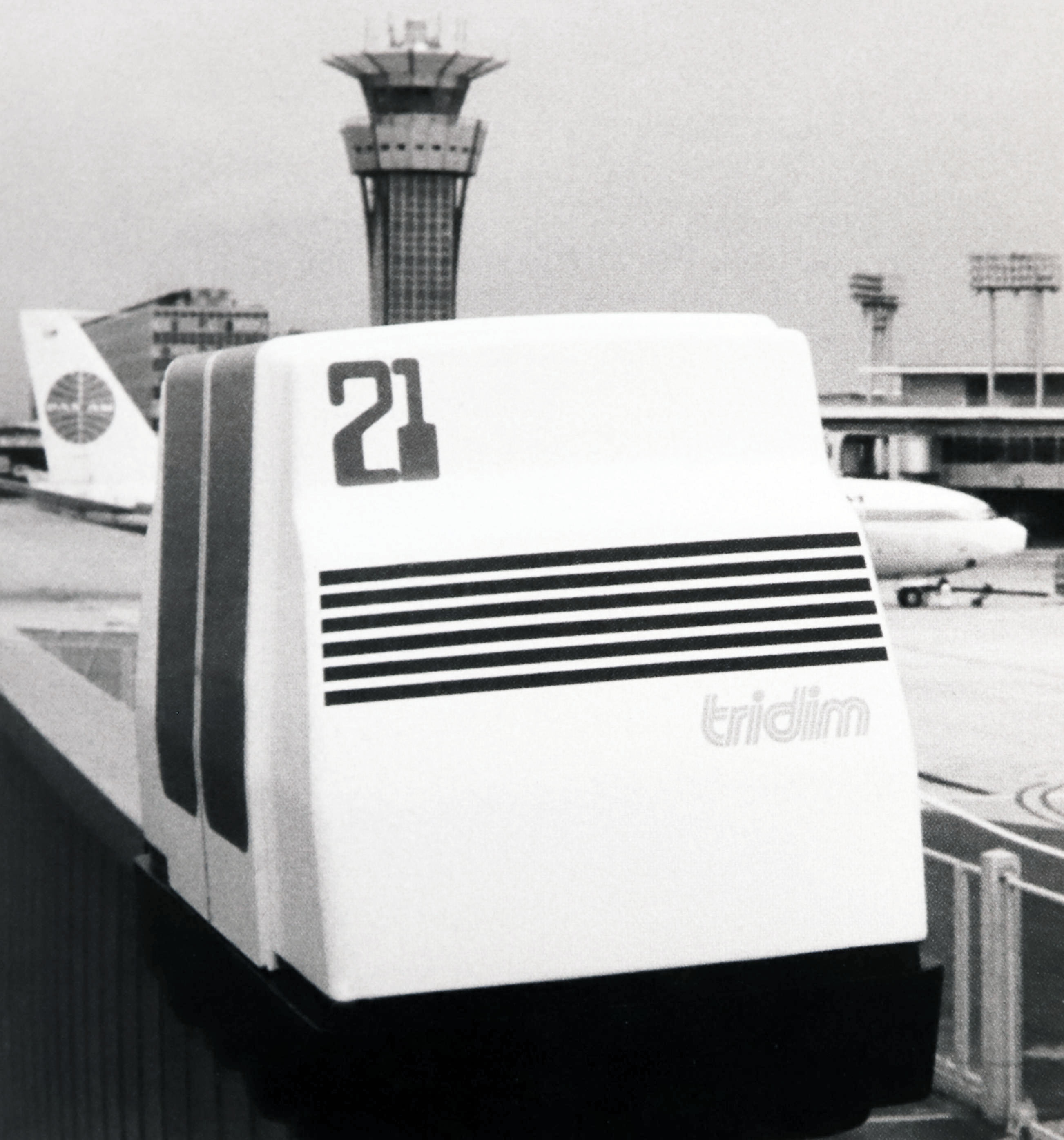
Tridim,navette électrique propulsée sur coussin d’air, destiné à la desserte de l’aéroport d’Orly, prototype, 1970. CEI

MI 79, RER parisien A et B, 1977. CEI

Pour la SNCF et la RATP il réalise en 1977 le MI79, soit l’intégralité du matériel des lignes A et B du RER parisien qu’il habille d’une livrée bleu, blanc, rouge, ainsi que leur aménagement intérieur - sièges, ergonomie du poste de conduite, revêtements, éclairage et signalétique.  Il réalise en 1986  la rénovation du MP59 dans le cadre du prolongement de la ligne 1 du métro parisien jusqu’à la Défense. En 1987 il participe à la réalisation de la rame expérimentale en libre circulation de part en part préfigurant la ligne Météor (MP89) ou ligne 14, première ligne parisienne entièrement automatique.
Ses compétences l’amènent à travailler pour le Sprinter néerlandais, train de type RER, pour lequel il propose en 1977 un système « prêt à monter » englobant sièges, porte-bagages et éclairage qui reste à l’état de proposition.
Il participe au concours lancé par la SNCF en 1975 pour l’aménagement intérieur du premier TGV Paris-Sud-Est en proposant un système modulaire à l’instar des aménagements d’avions qu’il avait conçus dans les années soixante - projet sans suite car Alstom conserve finalement le projet de Jacques Cooper, son designer intégré.
Il conçoit et réalise en 1985 le Funival, le funiculaire de la station de ski de Val-d’Isère.

Métro de Caracas, Venezuela, 1980-1985. CEI

Au début des années 1980 il conçoit et réalise l’ensemble du métro de Caracas au Venezuela, projet global, de l’infrastructure, l’aménagement du matériel roulant, la signalétique, le mobilier urbain, jusqu’à la coloration des stations, ainsi que des appareils pour la billetterie. Pour le métro de Hong Kong, il réalise avec Syseca, filiale du groupe Thales, les salles de contrôle pour la desserte du nouvel aéroport de Chek Lap Kok, soit une nouvelle ligne de 34 km.
Si la conception des rames du train TGV pour le Tunnel sous la Manche lui échappe au profit de Roger Tallon, lors du concours lancé en 1987 par les compagnies ferroviaires British Rail, la SNCF et la SNCB, en revanche il est chargé de l’aménagement des salles de contrôle du système ferroviaire et routier à Folkstone et à Calais, de l’ergonomie des pupitres des opérateurs et leurs équipements ainsi que de la configuration du tableau de contrôle. L’Eurostar reliant Paris, Bruxelles et Londres est inauguré en 1994.

### Transport maritime

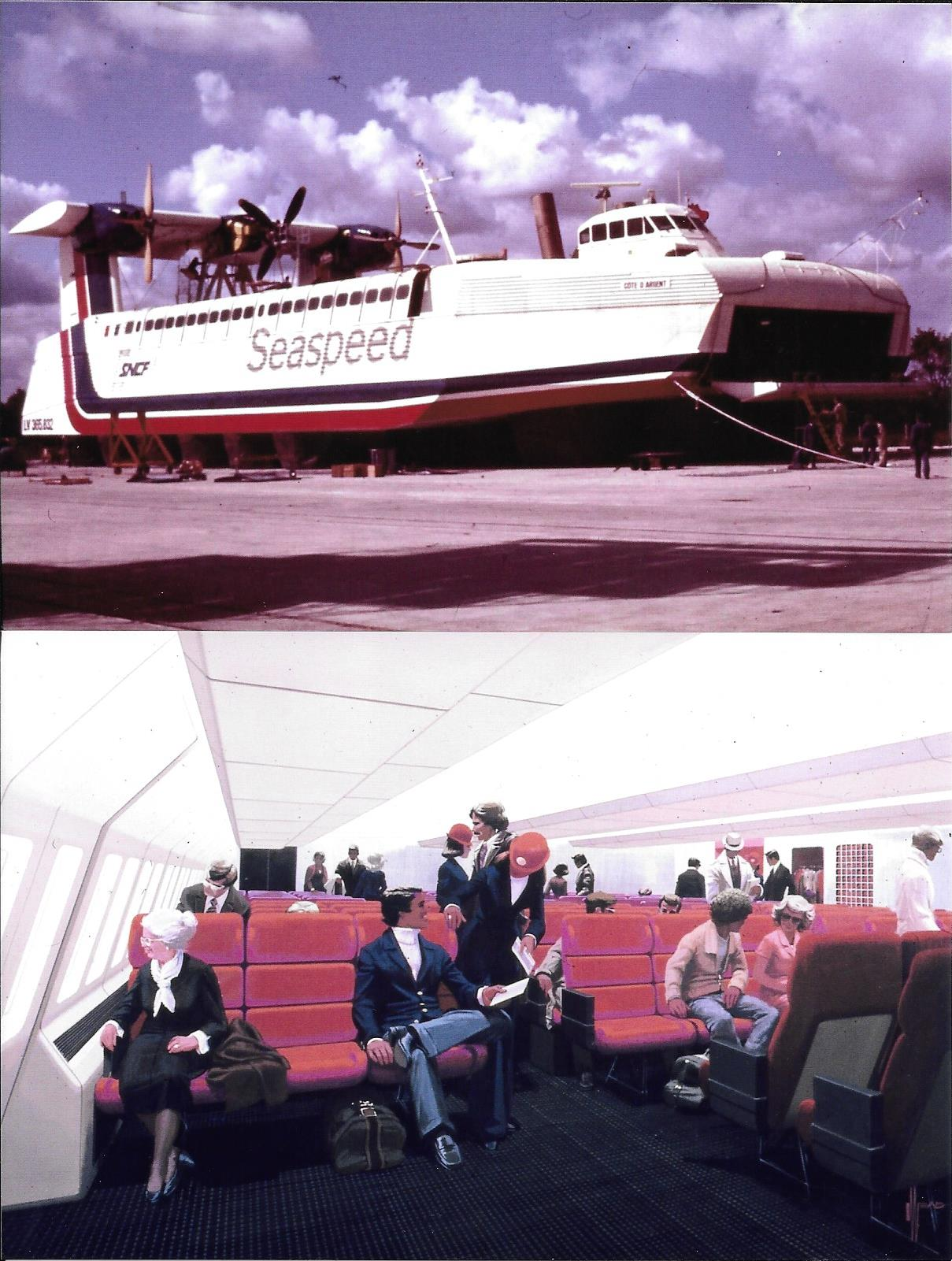
Aéroglisseur transmanche Naviplane N500 se déplaçant sur coussin d’air, 1974-1978. CEI

Avec l’ingénieur Jean Bertin et la SEDAM il réalise pour le transport transmanche l’aménagement de l’aéroglisseur Naviplane N500 se déplaçant sur coussin d’air, exploité à partir de 1978 par la société Seaspeed, filiale de British Rail et de la SNCF.

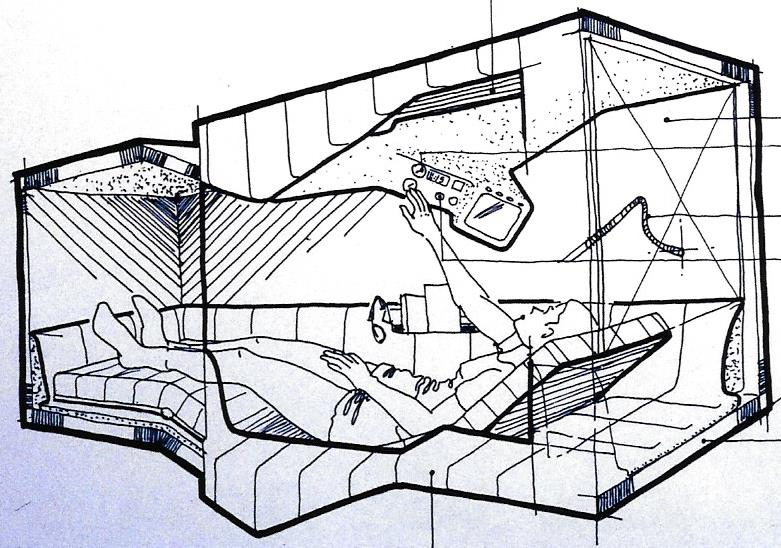
Banette-chambre. Aménagement intérieur des zones de vie à bord des SNLE-NG, sous-marins nucléaires lanceurs d’engins de nouvelle génération, 1990-1994. Vecteur

De 1990 à 1994, sa collaboration avec la Marine Nationale débute avec l’aménagement intérieur des zones de vie à bord des SNLE-NG, sous-marins nucléaires lanceurs d’engins de nouvelle génération pourvus de systèmes de détection acoustique avancés, Le Triomphant, Le Téméraire, Le Terrible et Le Vigilant. L’exiguïté des espaces où plus de cent hommes vivent pendant 70 jours sans remonter à la surface, est une gageure qu’il résout par des espaces polyvalents - transformant la salle de réunion ou de repos en salle à manger, à l’aide de cloisons mobiles. Pour un meilleur confort, il dessine des bannettes-chambres constituées de matelas à positions réglables, un éclairage modulable, des stores d’occultation et une aération-ventilation - Études et réalisations classées « confidentiel défense ».
Michel Buffet sera chargé ultérieurement de la mise en place d’une signalétique de circulation et de sécurité à bord du porte-avion Charles de Gaulle, afin de faciliter le déplacement de 2 000 hommes, marins et aviateurs.

### La route

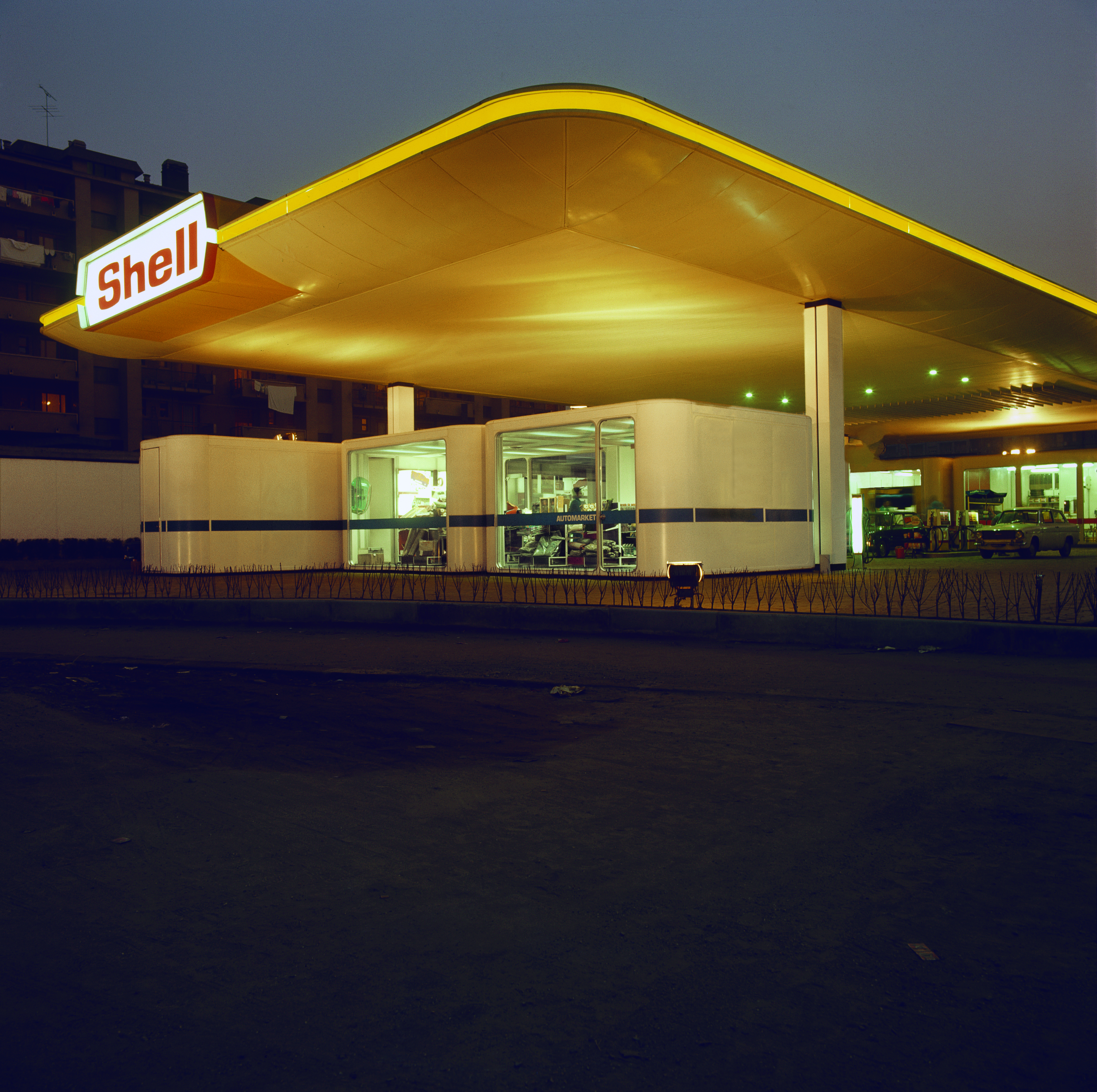
Station-service Shell International à Turin, projet Maya, 1967-1974. CEI

Dès la fin des années soixante, il participe à la modernisation des transports sur route avec la réalisation des stations-services MAYA (Most Advanced Yet Acceptable) pour le réseau routier de Shell International : nouveau type de stations self-service incluant boutiques et restaurant ainsi que des ateliers de réparations automobiles. Pour le Ministère des Transports, il participe en 1980-1985 au concours international pour l’autobus du futur dont il est retenu comme 3e lauréat.

### Design domestique et design de produits
Tous ces projets d’envergure sont complétés par des conceptions de sièges, systèmes d’éclairage, biens d’équipements, logos et images graphiques. Il a ainsi défini une charte graphique pour La Poste appliquée à la rue et aux espaces intérieurs des bureaux de poste en France dans les années soixante-dix.
Parmi ses réalisations dans le design domestique, la ligne de mobilier de cuisine DF 2000 par éléments modulaires qu’il dessine pour la société Doubinsky Frères fait la couverture de la revue italienne Domus lors de sa présentation au Salon du meuble de Paris en 1969. Bien que reconnu pour sa pertinence, ce projet n'est alors pas un succès.

### Nouveau rebond pour ses créations

Siège en fibre végétale et rotin, 1954, édité par les Galeries Lafayette en 1955

Ses créations dessinées en 1953-1954 connaissent actuellement un nouveau rebond,,. Ses luminaires aux formes épurées, « sculptures immatérielles », selon Alain Fleischer, sont rééditées plus de soixante ans après leur création,.En 2013, la société Lignes de Démarcation édite et diffuse huit de ses luminaires. Acheté par le Fonds National d’Art Contemporain (FNAC), son lampadaire B211 figure dans l’exposition « Design, miroir du siècle » au Grand Palais en 1993. En 2010, le musée des Arts Décoratifs de Paris présente six de ses luminaires dans l’exposition « Mobi Boom, l’explosion du design en France, 1945-1975 ».
Le grand siège de repos MB 54 en rotin, qu’il a dessiné en 1954 pour le Festival de la création française aux Galeries Lafayette, acheté par l’artiste plasticienne Marta Pan et l’architecte André Wogenscky en 1958, est produit et diffusé aujourd’hui par la firme danoise Sika-Design. Il a été présenté au salon Maison & Objet à Villepinte en janvier 2023 sous l’appellation Pacifique Chair.
Les Amis de l’ingénieur Jean Bertin rénovent le véhicule Tridim et l’exposent dans le cadre des Journées du Patrimoine : lors du salon Rétromobile à Versailles  en 2022 et à Satory en 2023.
En 2021, Michel Buffet fait don au Musée des Arts Décoratifs de Paris de l’ensemble de ses œuvres et de ses archives[source secondaire souhaitée].
La carrière de Michel Buffet suit sans relâche une ligne alliant l’art et la technologie. Il reste un esthète dans le monde industriel, comme le définit Guillemette Delaporte qui lui consacre une monographie en 2018, aux Éditions Norma.

## Publications de Michel Buffet
- « Les années 1950, une décennie, un renouveau », Eidês n°1, février 1998
- Profession Designer industriel, Paris, Editions des Écrivains, 1999
- « Art, science, nouvelles technologies pour qui, pour quoi ? » Eidês n°2, 1999
- « Piaggio, de l’aéronautique à la Vespa, technologie pour un autre usage, Eidês n°3, 2000
- « Mon passage à la météo » Arc en Ciel n°165, 2011
- « Pourquoi écrire ? », La Grande Relève n°1174, avril 2016

### Monographie
- Delaporte, Guillemette, Michel Buffet, Un esthète dans le monde industriel, Paris, Editions Norma, 2018.  (ISBN 978-2-37666-019-4).

### Ouvrages
- Claude Carlier et Luc Berger, Dassault 1945-1995. Cinquante ans d’aventure aéronautique, Editions du Chêne, Paris, 1996.  (ISBN 2-842770-09-9).
- Collectif, El metro de Caracas, Editorial Arte, 1982.
- Patrick Favardin, Les Décorateurs des années 1950, Paris, Norma, 2016.  (ISBN 9782376660002).
- Peter et Charlotte Fiell, 1000 lights, Cologne, Taschen, 2013.  (ISBN 9783836546768)
- Peter et Charlotte Fiell, Domus, 1960-1969, Cologne, Taschen, 2006.  (ISBN 978-3-8365-0960-2)
- André Hermant, Formes Utiles, Paris, Vincent et Fréal, Ed. du salon des arts ménagers, 1959.
- Denis Huisman et Georges Patrix, L’esthétique industrielle, Paris, PUF "Que sais-je ?", 1961.
- Pierre Kjellberg et Guillemette Delaporte, Le Mobilier du XXe siècle. Dictionnaire des créateurs, Paris, Editions de l’Amateur, 2000, p 102.  (ISBN 2-85917-177-0).
- Jocelyne Le Boeuf, Jacques Viénot (1883-1959), pionnier de l’esthétique industrielle en France, Rennes, Presses Universitaires de Rennes, 2007.  (ISBN 2-7535-0231-5).
- Raymond Loewy, La laideur se vend mal, Paris, Gallimard 1953.
- Pierre Quinchon, François Dupont, Le Triomphant, Liège, Editions du Perron, 1994.  (ISBN 978-2871141129).

### Catalogues d’expositions
- 37e Salon des artistes décorateurs, Paris 1953.
- 38e Salon des artistes décorateurs, Paris 1954.
- 8e exposition Formes Utiles, Salon des arts ménagers, Paris 1957.
- 9e exposition Formes Utiles, Salon des arts ménagers, Paris 1958.
- Lumières, je pense à vous  CCI-Centre Georges-Pompidou, Paris 1985  (ISBN 2-86665-010-7).
- France 1950. Christine Counord et Alan présentent vingt pièces majeures, Galerie 1950, Paris 1986.
- Design, miroir du siècle, Grand Palais, 1993.
- On Air 1933-2003, une histoire d’Air-France, Musée de la Publicité, Paris 2003.
- lluminar, design de luz 1920-2004, Museu de Arte Brasileira, Sao Paulo 2004.
- Mobi Boom, l’explosion du design en France 1945-1975, Musée des Arts Décoratifs Paris, 2010  (ISBN 978-2916914213).
- Lumières d’ici et d’ailleurs, Hospice Saint-Charles, Rosny-sur-Seine, 2014.

### Films documentaires
- Danielle Schirman, Concorde, Steamboat films/Arte/Centre Pompidou-CCI, 2007
- Danielle Schirman, Les lampes noires de Serge Mouille [Les lampes blanches de Michel Buffet], Steamboat films/Arte/Centre Pompidou-CCI, 2011